# Dolores González Nicolás
Dolores González Nicolás, coneguda com a La Lola (El Puntal, pedania d'Espinardo, actualment barri de Múrcia, 18 de juny de 1917 - Barcelona, 29 de novembre de 2018) va ser una activista antifeixista i lluitadora veïnal
Nascuda a Múrcia, de petita va treballar la terra i va passar gana per l'explotació dels terratinents, guanyant-se la vida servint a cases benestants. La seva família, compromesa amb la República, va patir la persecució del franquisme, amb penes de mort, i el seu marit va estar a les presons franquistes, sent perseguit durant molts anys. Aquest fou el motiu de la seva arribada a Barcelona. Fins als anys 50 va viure al Camp de la Bota i casa seva sempre es va convertir en un refugi per als membres del partit comunista i de CCOO a la clandestinitat. Fins als anys 70 tots dos foren clandestins. Després del Camp de la Bota, va viure al Poblenou, on es va implicar en lluites socials de base i especialment a donar suport a la població migrant. Així, quan el 2001 es va produir la tancada d'immigrants a l'església del Sagrat Cor, la Lola els va portar menjar, i va tenir-ne cura d'una manera especial.
Durant la seva trajectòria vital, Dolores González Nicolás va formar part de l'Associació Catalana d'Expresos Polítics del Franquisme, va estar afiliada al PCC i també va ser sòcia de l'Associació de Veins del Poblenou.
El maig del 2019 la companyia 'La Voz Ahogada' va portar al teatre la història de la seva vida, representada al Centre Cívic Besòs gràcies al projecte escènic d'Iván Campillo i Mireia Clemente. El projecte havia nascut de la petició popular dels seus veïns poblenovins.
Dolores González Nicolás va ser una de les homenatjades per l'Ajuntament de Barcelona en la campanya Ciutat de Dones, el març de 2023.